# Civil-Air-Transport-Flug 106
Am 20. Juni 1964 stürzte eine Curtiss C-46D-10-CU Commando der Civil Air Transport auf dem Civil-Air-Transport-Flug 106 (Flugnummer: CT106, Funkrufzeichen: MANDARIN 106), einem Linieninlandsflug von Taichung nach Taipeh, nach einem Triebwerksproblem und einem anschließenden Kontrollverlust ab. Bei dem Unfall kamen alle 57 Personen an Bord ums Leben. 
Es handelt sich um den schwersten Zwischenfall einer Maschine vom Typ Curtiss C-46 im zivilen Betrieb. Bis zum Absturz einer Boeing 737-200 auf dem Far-Eastern-Air-Transport-Flug 103 im Jahr 1981 handelte es sich um den schwersten Flugunfall in Taiwan.

## Maschine
Das Flugzeug war eine Curtiss C-46D, die im Jahr 1944 im Werk von Curtiss-Wright endmontiert und mit der Werknummer 32950, der Seriennummer CU1486 und dem militärischen Luftfahrzeugkennzeichen 44-77554 an die United States Army Air Forces (USAAF) ausgeliefert wurde. Nach dem Zweiten Weltkrieg wurde die C-46 als Überbestand der USAAF kategorisiert und ausgeflottet. Die Maschine wurde in die USA verkauft, mit dem neuen Luftfahrzeugkennzeichen NC51743 versehen und durch United Services für Air Inc. betrieben. Im August 1948 übernahm die China National Aviation Corporation die Maschine und ließ sie mit dem neuen Kennzeichen XT-158 zu. Im Laufe des Jahres 1948 ging die Maschine mit dem US-amerikanischen Luftfahrzeugkennzeichen in die Flotte der Civil Air Transport über. Im Jahr 1950 ließ die Fluggesellschaft die Maschine mit dem neuen, taiwanesischen Kennzeichen B-856 zu, später wurde dieses nochmals in B-908 geändert. Das zweimotorige Mittelstreckenflugzeug war mit zwei 18-Zylinder-Doppelsternmotoren des Typs Pratt & Whitney R-2800-34 Double Wasp ausgestattet. Bis zum Zeitpunkt des Unfalls hatte die Maschine eine Gesamtbetriebsleistung von 19.488 Betriebsstunden absolviert.

## Passagiere und Besatzung
Den Flug von Taichung nach Taipeh hatten 52 Passagiere angetreten, darunter 20 US-Amerikaner, ein Brite sowie Mitglieder einer Delegation aus Malaysia, die am elften Asia-Pacific Film Festival teilnehmen wollten. Es befand sich eine fünfköpfige Besatzung an Bord der Maschine. Der Flugkapitän hatte eine kumulierte Flugerfahrung von 12.453 Stunden, der Erste Offizier verfügte über 14.911 Stunden Flugerfahrung.

## Unfallhergang
Kurz nach dem Start vom Flughafen Taichung überdrehte das linke Triebwerk der Maschine. Der Kapitän leitete eine Linkskurve ein, um aufgrund des Notfalls zum Flughafen Taichung oder zum nahe gelegenen Militärflugplatz zurückzukehren. Er verlor dabei die Kontrolle über die Maschine, die mit einem linkswärtigen Rollwinkel um 17:40 Uhr zu Boden stürzte.

## Unfallanalyse
Etwa 5 Meilen westlich der Unfallstelle befand sich die Kung-Kuan Military Air Base. Sechs Meilen südsüdwestlich befand sich der Flughafen, von dem aus die Maschine gestartet war. Rechts von der Flugrichtung der Maschine befand sich eine Bergkette. Die Ermittler kamen zu dem Schluss, dass der Pilot, nachdem er das Überdrehen des linken Triebwerks erkannt hatte, eine abrupte Linkskurve geflogen hatte, um auf der Luftwaffenbasis Kung-Kuan zu landen oder zum Startflughafen zurückzukehren. Während der Wende habe er die Kontrolle über die Maschine verloren, die zu Boden stürzte.